# المجلس الأخضر
«المجلس الأخضر» (بالإنجليزية: The Green Council)‏ هي الحلقة التاسعة من الموسم الأول لمسلسل إتش بي أو الدرامي الفنتازي التلفزيوني آل التنين. كتبت الحلقة سارة هيس، وأخرجها كلير كيلنر. تم بثها لأول مرة في 16 أكتوبر 2022.
تتبع الحبكة آثار وفاة فيسيريس في كينغز لاندينغ، بدءًا من مناقشة كلمات فيسيريس الأخيرة التي سمعتها أليسنت في الحلقة السابقة بخصوص حلم إيغون الغازي، والتي أساءت تفسيرها على أن فيسيريس يُريد أن يكون ابنهما الأمير إيغون خلفًا له. وينتهي بتتويج إيغون، الأمر الذي أدى إلى اقتحام رينيس الحفل بتنينها ميليس، إيذانا ببداية حرب الخلافة الأهلية بين التارجارين، المعروفة باسم «رقصة التنانين».
تلقت الحلقة مراجعات إيجابية للغاية، حيث أشاد النقاد بتطور الشخصيات، والسرعة، والتوتر، والقطع الموسيقية، وقوة الصدمة، والإعداد للنهاية، والأداءات، لا سيما أداء إيف بيست وأوليفيا كوك وتوم غلين كارني وريس ايفانز.

## الحبكة
بعد وفاة الملك فيسيريس، خطط المجلس الصغير لتثبيت الأمير إيغون على العرش الحديدي، على الرغم من أن الملكة أليسنت لم تكن تعلم بمؤامرتهم، وتعتقد أن فيسيريس طلب منها ضمان اعتلاء إيغون العرش. يقتل السير كريستون كول اللورد ليمان بيسبيري عندما يعترض على اغتصاب إيغون لحق لأميرة رينيرا، بينما يستقيل اللورد كوماندر للحرس الملكي هارولد ويسترلينج احتجاجًا. يتأخر سير أوتو هايتاور في الإعلان عن وفاة الملك من أجل تقوية مكانة إيغون، ويطالب النبلاء بالولاء، الذين اعترض بعضهم وقُتل. تحاول أليسنت الحصول على دعم من الأميرة الأسيرة رينيس، ولكن دون جدوى، على الرغم من محاولات أليسنت للتعاطف معها. عندما يختفي إيغون من ريد كيب، يأمر أوتو الحرس الملكي إريك وأريك للبحث عنه في أحشاء المدينة، بينما ترسل أليسنت كريستون كول والأمير إيموند كباحثين منافسين. ميساريا، التي تم الكشف عنها باسم الدودة البيضاء، أبلغت أوتو أن إيغون يختبئ في سيبت بالمدينة، لكن كريستون وإيموند ألقوا القبض عليه بعد قتال قصير مع إريك. اللورد لاريس سترونج يحذر أليسينت من جواسيس ميساريا؛ ومنزل ميساريا يحترق. يصر إيغون على أنه غير راغب وغير لائق للحكم، لكن أليسينت تُقنعه بخلاف ذلك. في هذه الأثناء، يهرب إريك ورينيس من القلعة، على الرغم من انفصالهما. لدى أوتو المئات من صغار القطيع في القاعة الرئيسية في دراغونبت، حيث أعلن وفاة فيسيريس وتوج إيغون كملك. وسط الفوضى، تغادر رينيس القاعة وتصل إلى تنينها ميليس. ثم عادت مرتدية الدروع، ودمرت الكثير من القاعة، وواجهت المغتصبين الملكيين المذعورين قبل أن تفر إلى دراغونستون على ظهر التنين لتحذير رينيرا.

## الإنتاج

### الكتابة والتصوير
«المجلس الأخضر» من كتابة سارة هيس، لتكون الحلقة الثانية لها ككاتبة للمسلسل، بعد حلقة «الأميرة والملكة».
يشير عنوان الحلقة إلى المجلس الصغير، التي رتبه أوتو هايتاور سرًا لتأمين منصب إيغون كوريثًا للعرش الحديدي، والذي يستثني اللورد ليمان بيسبري والملكة أليسينت، مع كون كلمة «الأخضر» إشارة إلى لون البيت الهايتور.

### التصوير
كانت الحلقة من إخراج كلير كيلنر، مما جعلها ثالث الحلقات التي اخرجها بعد «ملك البحر الضيق» و«ننير الطريق». وقعت الحلقة بأكملها في كينغز لاندينغ، والتي تم تصويرها في مدينة بلاسينثيا المسورة، كاسيريس، إسبانيا.

### الطاقم

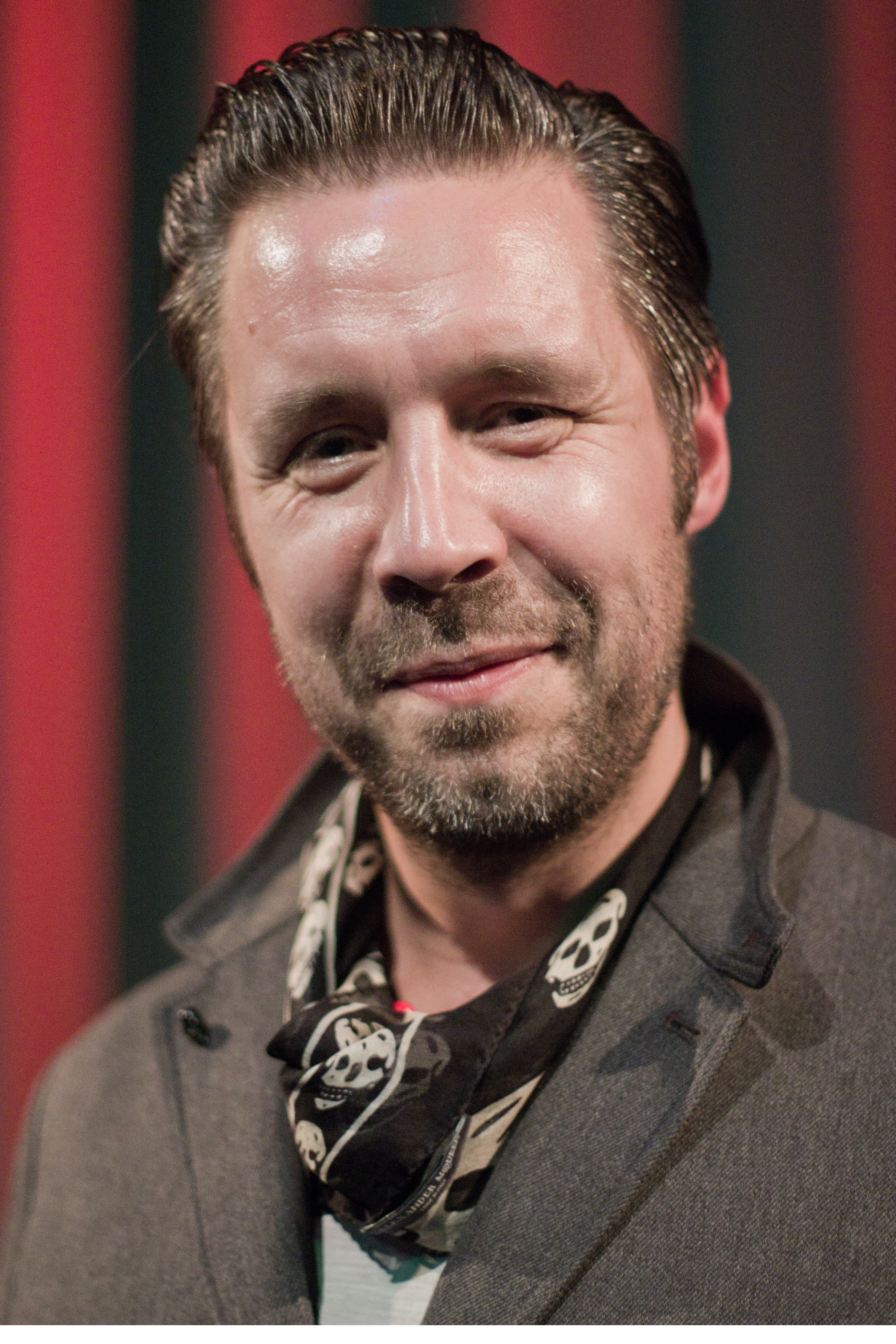
قدم بادي كونسيدين آخر ظهور له في دور الملك فيسريس تارجارين في الحلقة.

على الرغم من وفاة شخصيته في الحلقة السابقة، ظل بادي كونسيدين مدرجًا في الاعتمادات الافتتاحية للحلقة للظهور كجثة فيسيريس. لذلك، تمثل هذه الحلقة ظهوره الأخير، بالإضافة إلى بيل باترسون، الذي ماتت شخصيته، اللورد ليمان بيسبري، في الحلقة.

## الاستقبال

### الاستقبال النقدي
تلقت الحلقة مراجعات إيجابية للغاية من النقاد. في مجمع التعليقات روتن توميتوز، حصلت على تصنيف موافقة بنسبة 95% بناءً على 22 مراجعة، بمتوسط تقييم 7.8/10. قال الإجماع النقدي للموقع، «بداية من همسات تآمرية وانتهاء بإعلان صاخب للحرب، فإن 'المجلس الأخضر' هو بداية مثيرة للقلق لرقصة التنانين التي طال انتظارها.»

## وصلات خارجية
- «المجلس الأخضر» على إتش بي أو (بالإنجليزية)
- «المجلس الأخضر» على قاعدة بيانات الأفلام على الإنترنت (بالإنجليزية)